# Olympische Sommerspiele 1972/Kanu – Zweier-Canadier Slalom (Männer)
Der Kanuslalom-Wettkampf mit dem Zweier-Canadier bei den Olympischen Sommerspielen 1972 wurde am 30. August im Augsburger Eiskanal ausgetragen. Es war die erste Auflage dieses Wettbewerbs bei Olympischen Spielen.

## Ergebnisse
| Rang | Athleten                           | Nation             | Lauf 1   | Lauf 1 | Lauf 1 | Lauf 2   | Lauf 2 | Lauf 2 | Zeit (s) |
| Rang | Athleten                           | Nation             | Zeit (s) | Strafe | Gesamt | Zeit (s) | Strafe | Gesamt | Zeit (s) |
| ---- | ---------------------------------- | ------------------ | -------- | ------ | ------ | -------- | ------ | ------ | -------- |
| 1    | Walter Hofmann Rolf-Dieter Amend   | DDR                | 270,68   | 40     | 310,68 | 285,51   | 160    | 445,51 | 310,68   |
| 2    | Hans-Otto Schumacher Wilhelm Baues | BR Deutschland     | 286,96   | 30     | 316,96 | 291,90   | 20     | 311,90 | 311,90   |
| 3    | Jean-Louis Olry Jean-Claude Olry   | Frankreich         | 322,04   | 40     | 362,04 | 305,10   | 10     | 315,10 | 315,10   |
| 4    | Jürgen Kretschmer Klaus Trummer    | DDR                | 299,57   | 30     | 329,57 | -        | -      | -      | 329,57   |
| 5    | Jan Frączek Ryszard Seruga         | Polen              | 326,31   | 40     | 366,31 | 316,78   | 70     | 386,78 | 366,31   |
| 6    | Janez Andrejašič Peter Guzelj      | Jugoslawien        | -        | -      | -      | 318,01   | 50     | 368,01 | 372,88   |
| 7    | Michael Reimann Olaf Fricke        | BR Deutschland     | 301,86   | 70     | 371,86 | 310,00   | 200    | 510,00 | 371,86   |
| 8    | Heimo Müllneritsch Helmar Steindl  | Österreich         | 305,14   | 70     | 375,14 | 296,72   | 160    | 456,72 | 375,14   |
| 9    | Theodor Nüsing Jakob Hitz          | BR Deutschland     | 306,67   | 80     | 386,67 | 324,38   | 90     | 414,38 | 386,67   |
| 10   | František Kadaňka Antonín Brabec   | Tschechoslowakei   | 308,88   | 80     | 388,88 | 312,33   | 150    | 462,33 | 388,88   |
| 11   | Gabriel Janoušek Milan Horyna      | Tschechoslowakei   | -        | -      | -      | 322,30   | 80     | 402,30 | 402,30   |
| 12   | Tom Southworth John Burton         | Vereinigte Staaten | 387,83   | 40     | 427,83 | 317,55   | 90     | 407,55 | 407,55   |
| 13   | Jerzy Jeż Wojciech Kudlik          | Polen              | -        | -      | -      | 366,10   | 50     | 416,10 | 416,10   |
| 14   | Russ Nichols John Evans            | Vereinigte Staaten | 322,02   | 200    | 522,02 | 310,08   | 130    | 440,08 | 440,08   |
| 15   | David Allen Lindsay Williams       | Großbritannien     | -        | -      | -      | 367,08   | 80     | 447,08 | 447,08   |
| 16   | Zdeněk Měšťan Ladislav Měšťan      | Tschechoslowakei   | 319,10   | 130    | 449,10 | 319,00   | 140    | 459,00 | 449,10   |
| 17   | Maciej Rychta Zbigniew Leśniak     | Polen              | 299,64   | 160    | 459,64 | 295,70   | 160    | 455,70 | 455,70   |
| 18   | Jürgen Henze Herbert Fischer       | DDR                | -        | -      | -      | 308,44   | 200    | 508,44 | 508,44   |
| 19   | Dušan Tuma Franc Žitnik            | Jugoslawien        | 328,55   | 230    | 558,55 | -        | -      | -      | 558,55   |
|      | John Court John Goodwin            | Großbritannien     | DNS      | DNS    | DNS    | DNS      | DNS    | DNS    | DNS      |

## Weblink
- Ergebnisse in der Datenbank von Olympedia.org (englisch)